# Izabella-Agnes Ambrus
Ambrus Izabella-Agnes (n. 28 mai 1977

) este o fostă deputată în legislatura 2016-2020 aleasă din partea UDMR. 